# 2008–2009-es dán labdarúgókupa
A 2008–2009-es dán labdarúgókupa volt az 53. dán labdarúgókupa. A kupa 2008 augusztusában indult, a döntőt pedig 2009. május 21-én rendezték Koppenhágában.
Ebben az évben a kupa hivatalos neve Ekstra Bladet Cup 2008-09 volt, a főszponzor után.

## Első forduló
Ebben a körben 96 csapat vett részt. Ebben benne volt 55 alsóbb osztályú csapat, 25 a harmadosztályból és 16 a másodosztályból.

### Nyugati csoport
A nyugati csoportot további 5 kisebb csoportra osztották.

#### Északi csoport
| 2008. augusztus 12. 18:30 |

| Nibe B | 0–4   | Blokhus FC                                              |
| ------ | ----- | ------------------------------------------------------- |
|        | (0–0) | N. Thomsen 52' Tranberg 53' Andresen 70' J. Thomsen 87' |

| Játékvezető: Lars Østergaard Poulsen |

| 2008. augusztus 13. 18:30 |

| Sæby IF Skjold | 0–2 | Aalborg Freja |
| -------------- | --- | ------------- |
|                |     |               |

| Sæby Stadion, Sæby Játékvezető: Henrik Larsen |

| 2008. augusztus 13. 18:30 |

| Møldrup/Tostrup IF | 2–1 | Aars FC |
| ------------------ | --- | ------- |
|                    |     |         |

| Møldrup Stadion, Møldrup Játékvezető: Henrik Nystrup Kragh |

| 2008. augusztus 13. 18:30 |

| Tårs/Ugilt IF | 2–1 | FC Hjørring |
| ------------- | --- | ----------- |
|               |     |             |

| Tårs Stadion, Tårs Játékvezető: Rasmus Møller Bøjer |

| 2008. augusztus 13. 18:30 |

| Skagen IK | 2–0 | Kvik/Aalestrup IF |
| --------- | --- | ----------------- |
|           |     |                   |

| Skagen Stadion, Skagen Játékvezető: Lars Halskov |

| 2008. augusztus 13. 19:00 |

| Thisted FC | 0–1   | Hobro IK    |
| ---------- | ----- | ----------- |
|            | (0–0) | Povlsen 51' |

| Sparekassen Thy Arena, Thisted Nézőszám: 451 Játékvezető: Michael Svendsen |

#### Középső csoport
| 2008. augusztus 12. 18:30 |

| Christiansbjerg IF | 5–1 | Lemvig GF |
| ------------------ | --- | --------- |
|                    |     |           |

| CIF's Anlæg, Aarhus Játékvezető: Peter Kjærsgaard-Andersen |

| 2008. augusztus 13. 18:30 |

| Hammerun IF | 1–3 | Holstebro BK    |
| ----------- | --- | --------------- |
| Kristensen  |     | Ramsdal Givskov |

| Hammerun Stadion, Herning Játékvezető: Henning Jensen |

| 2008. augusztus 13. 18:30 |

| Aarhus Fremad | 1–3   | Silkeborg IF                        |
| ------------- | ----- | ----------------------------------- |
| Jensen 57'    | (0–1) | Pedersen 39' Lekic 75' Svensson 91' |

| Riisvangen Stadion, Aarhus Nézőszám: 283 Játékvezető: Heine Sørensen |

| 2008. augusztus 13. 18:30 |

| ASA, Aarhus | 0–2 | Viby IF |
| ----------- | --- | ------- |
|             |     |         |

| ASA's Idrætsanlæg, Aarhus Játékvezető: Henrik Overgaard |

| 2008. augusztus 13. 18:30 |

| Ringkøbing IF | 5–1 | Viborg Søndermarken IK |
| ------------- | --- | ---------------------- |
|               |     |                        |

| Alkjær Stadion, Ringkøbing Játékvezető: Jens Ø. Poulsen |

| 2008. augusztus 13. 18:30 |

| Skovbakken IK                           | 3–3 (h.u.) | Skive IK                                  |
| --------------------------------------- | ---------- | ----------------------------------------- |
| Poulsen 42' Sivertsen 112' Nørdam 116'  | (1–0)      | Ankjær 88' 114' Dyring 110' (11-esből)    |
| Büntetőpárbaj                           |            |                                           |
| Nørlem Sivertsen Rittig Rajcetic Ulrich | 3–4        | Dyring P. Nielsen Ankjær Lawal J. Nielsen |

| Vejlby Stadion, Aarhus Játékvezető: Jens Maae |

#### Déli csoport
| 2008. augusztus 12. 18:30 |

| Vinding SF                               | 15–0 | Hviding IF |
| ---------------------------------------- | ---- | ---------- |
| Junker Bechmann Apr Melson Jensen Møller |      |            |

| Vinding Stadion, Vejle Játékvezető: Allan Staal |

| 2008. augusztus 13. 18:30 |

| BPI | 0–7   | Vejle BK                                                                         |
| --- | ----- | -------------------------------------------------------------------------------- |
|     | (0–6) | Lawal 18' (11-esből) Zivkovic 19' Arrieta 24' Præst 40' Nørlund 42' 44' Lund 75' |

| Pjedsted Stadion, Fredericia Nézőszám: 754 Játékvezető: Claus Bo Larsen |

| 2008. augusztus 13. 18:30 |

| Esbjerg IF 92 | 0–2   | Varde IF                 |
| ------------- | ----- | ------------------------ |
|               | (0–0) | 77' (öngól) Andersen 90' |

| Skibhøj Anlæg, Esbjerg Nézőszám: 754 Játékvezető: Jørgen Nielsen |

| 2008. augusztus 13. 18:30 |

| Tjæreborg IF | 3–1 | Fredericia fF |
| ------------ | --- | ------------- |
|              |     |               |

| Tjæreborg IF's Anlæg, Tjæreborg Játékvezető: Dennis Mogensen |

| 2008. augusztus 13. 18:30 |

| Brabrand IF | 0–1   | FC Fredericia |
| ----------- | ----- | ------------- |
|             | (0–1) | Kristensen 6' |

| Brabrand Stadion, Aarhus Nézőszám: 187 Játékvezető: Jakob Kehlet |

| 2008. augusztus 13. 18:30 |

| SønderjyskE               | 2–1   | Kolding FC       |
| ------------------------- | ----- | ---------------- |
| Lauridsen 25' Gormsen 94' | (1–0) | Christiansen 60' |

| Haderslev Fodboldstadion, Haderslev Nézőszám: 623 Játékvezető: Mads-Kristoffer Kristoffersen |

#### Funen-csoport
| 2008. augusztus 12. 18:30 |

| Glamsbjerg IF | 0–5   | Assens FC                                    |
| ------------- | ----- | -------------------------------------------- |
|               | (0–3) | Nielsen 8' 86' Uldal 14' West-Hansen 31' 77' |

| Glamsbjerg Stadion, Glamsbjerg Nézőszám: 150 Játékvezető: Hans-Henrik Høite Hansen |

| 2008. augusztus 13. 18:30 |

| Sanderun BK | 1–2 | Næsby BK |
| ----------- | --- | -------- |
|             |     |          |

| Vestfalen Stadion, Odense Játékvezető: Tom Krøyer |

| 2008. augusztus 13. 18:30 |

| BK Chang | 0–4 | Marstal/Rise |
| -------- | --- | ------------ |
|          |     |              |

| Chang Kochsgade, Odense Játékvezető: Hans-Henrik Høite Hansen |

| 2008. augusztus 13. 18:30 |

| Stige BK | 0–1   | FC Fyn        |
| -------- | ----- | ------------- |
|          | (0–1) | Andreasen 32' |

| Stige Stadion, Odense Játékvezető: Casper Kristensen |

| 2008. augusztus 13. 18:30 |

| Tåsinge fB | 0–2 | OKS             |
| ---------- | --- | --------------- |
|            |     | Møller Bramming |

| Tåsingehallen, Svendborg Játékvezető: Kent Bøgelund |

#### Keleti/déli csoport
| 2008. augusztus 13. 18:30 |

| Faxe BK | 1–6 | FC Vestsjælland |
| ------- | --- | --------------- |
|         |     |                 |

| Fakse Stadion, Faxe Játékvezető: Thomas Kurt Nielsen |

| 2008. augusztus 13. 18:30 |

| B73 Slagelse                                           | 4–3   | Nakskov BK                 |
| ------------------------------------------------------ | ----- | -------------------------- |
| Pedersen 29' 55' J. Christensen 58' R. Christensen 84' | (1–0) | Jensen 54' 80' Ottesen 83' |

| Stadion Vest, Slagelse Játékvezető: Benjamin Helm Svedborg |

| 2008. augusztus 13. 18:30 |

| BK Frem Sakskøbing | 2–0 | Maribo BK |
| ------------------ | --- | --------- |
|                    |     |           |

| Sakskøbing Stadion, Sakskøbing Játékvezető: Michael Schlander |

| 2008. augusztus 13. 18:30 |

| Ørslev GIF | 0–6   | Herfølge BK                                                      |
| ---------- | ----- | ---------------------------------------------------------------- |
|            | (0–6) | Toft 15' 28' Benjaminsen 20' Belling 35' Rynell 44' Simonsen 45' |

| Ørslev Sportsplads, Vordingborg Nézőszám: 425 Játékvezető: Martin Olsgaard |

| 2008. augusztus 13. 19:00 |

| Næstved BK | 3–0   | Lolland-Falster Alliancen   |
| ---------- | ----- | --------------------------- |
|            | (1–0) | Jensen 44' 82' Johansen 73' |

| Næstved Stadion, Næstved Nézőszám: 561 Játékvezető: Jens Jørgen Jensen |

### Keleti csoport
| 2008. augusztus 12. 18:30 |

| BK Viktoria | 1–3 | AB 70 |
| ----------- | --- | ----- |
|             |     |       |

| Fælledparken, Koppenhága Játékvezető: Morten Skov |

| 2008. augusztus 12. 18:30 |

| B 1960 | 0–4   | B 1908                                 |
| ------ | ----- | -------------------------------------- |
|        | (0–2) | Bisp 20' Damstoft 24' 69' Haustein 87' |

| Grønnemosen, Koppenhága Játékvezető: Thomas Lautrup Thorgaard |

| 2008. augusztus 13. 16:30 |

| Rønne fB | 0–3   | BK Frem                         |
| -------- | ----- | ------------------------------- |
|          | (0–2) | Weibel 2' Ilsø 26' Simonsen 71' |

| Rønne Stadion Nord, Rønne Játékvezető: Christian Brixen |

| 2008. augusztus 13. 18:30 |

| Østerbro IF | 0–3 | B.93 |
| ----------- | --- | ---- |
|             |     |      |

| Fælledparken, Koppenhága Játékvezető: Bjarne Nigaard |

| 2008. augusztus 13. 18:30 |

| Gentofte-Vangede IF | 0–2 | FC Roskilde |
| ------------------- | --- | ----------- |
|                     |     |             |

| GVI Nymosen, Gentofte Játékvezető: Lars Muusmann |

| 2008. augusztus 13. 18:30 |

| Værløse BK | 0–3   | Greve Fodbold                |
| ---------- | ----- | ---------------------------- |
|            | (0–2) | Berg 4' 40' Bogh 54' (öngól) |

| Værløse Stadion, Værløse Játékvezető: Jesper Dahl |

| 2008. augusztus 13. 18:30 |

| FC Lejre | 4–2 | Frederiksberg BK |
| -------- | --- | ---------------- |
|          |     |                  |

| Lejrehallen, Lejre Játékvezető: Christian Lindberg |

| 2008. augusztus 13. 18:30 |

| BK Fix | 0–6   | Brønshøj BK                                   |
| ------ | ----- | --------------------------------------------- |
|        | (0–3) | König 22' 39' Tronborg 23' 69' 82' Larsen 85' |

| Gadelandet, Koppenhága Nézőszám: 300 Játékvezető: Darko Haramija |

| 2008. augusztus 13. 18:30 |

| Ledøje-Smørum Fodbold | 0–1 | Jægersborg BK |
| --------------------- | --- | ------------- |
|                       |     |               |

| Ledøje Idrætscenter, Smørum Játékvezető: Anders Poulsen |

| 2008. augusztus 13. 18:30 |

| Hundested IK | 1–2 | Solrød FC |
| ------------ | --- | --------- |
|              |     |           |

| Hundestedhallen, Hundested Játékvezető: Paul Knudsen |

| 2008. augusztus 13. 18:30 |

| Vanløse IF | 5–1 (h.u.) | BSV |
| ---------- | ---------- | --- |
|            |            |     |

| Vanløse Idrætspark, Koppenhága Játékvezető: Lars Skibild Jensen |

| 2008. augusztus 13. 18:30 |

| Rishøj BK | 4–1 | Herlev IF |
| --------- | --- | --------- |
|           |     |           |

| Rishøj Stadion, Køge Játékvezető: Kenneth Sørensen |

| 2008. augusztus 13. 18:30 |

| BK Rødovre | 0–4   | BK Avarta                                    |
| ---------- | ----- | -------------------------------------------- |
|            | (0–3) | Kjølbye 18' Fosgaard 24' Christensen 31' 62' |

| Rødovre Stadion, Rødovre Nézőszám: 350 Játékvezető: Thomas Lautrup Thorgaard |

| 2008. augusztus 13. 18:30 |

| Allerød FK | 3–1 | BK Skjold |
| ---------- | --- | --------- |
|            |     |           |

| Skovvang Stadion, Allerød Játékvezető: Morten Skov |

| 2008. augusztus 13. 18:30 |

| Fredensborg BI | 1–3 | HIK |
| -------------- | --- | --- |
|                |     |     |

| Fredensborg Stadion, Fredensborg Játékvezető: Philip Gojko Pilipovic |

| 2008. augusztus 13. 18:30 |

| Skovlunde IF | 1–4   | FC Amager                                       |
| ------------ | ----- | ----------------------------------------------- |
| Meisler 45'  | (1–1) | Abdalas 4' Josephsen 50' Qvist 60' Holmberg 65' |

| Ballerup Idrætspark, Koppenhága Játékvezető: Lars Christoffersen |

| 2008. augusztus 13. 18:30 |

| Nordvest FC | 3–1 | Stenløse BK |
| ----------- | --- | ----------- |
|             |     |             |

| Holbæk Stadion, Holbæk Játékvezető: Emil Laursen |

| 2008. augusztus 13. 19:00 |

| Akademisk BK                                                 | 5–1   | Køge BK |
| ------------------------------------------------------------ | ----- | ------- |
| Theilgaard 3' Boysen 36' 53' Lyngsø Olsen 84' (11-esből) 90' | (2–0) | 47'     |

| Gladsaxe Stadion, Koppenhága Nézőszám: 441 Játékvezető: Ulrik van der Leerden |

| 2008. augusztus 13. 19:00 |

| Ølstykke FC | 1–6 | Hvidovre IF |
| ----------- | --- | ----------- |
|             |     |             |

| Ølstykke Stadion, Ølstykke Játékvezető: Anders Hermansen |

| 2008. augusztus 13. 19:00 |

| Albertslund IF | 0–3 | Glostrup FK |
| -------------- | --- | ----------- |
|                |     |             |

| Albertslund Stadion, Albertslund Játékvezető: Tom Krøyer |

## Második forduló
Ebben a körben bekapcsolódott nyolc első osztályú csapat is, az ötödiktől a tizenkettedik helyezettig.

### Nyugati csoport
| 2008. augusztus 23. 13:30 |

| Christiansbjerg IF | 1–3   | Varde IF                         |
| ------------------ | ----- | -------------------------------- |
| Axelsen 60'        | (0–2) | Kruse 32' Nielsen 34' Jessen 70' |

| CIF's anlæg, Aarhus Játékvezető: Jens Ø. Poulsen |

| 2008. augusztus 23. 14:00 |

| OKS | 0–1   | Hobro IK       |
| --- | ----- | -------------- |
|     | (0–0) | Hammershøj 89' |

| Okson-Park, Odense Játékvezető: Michael Schlander |

| 2008. augusztus 23. 15:00 |

| Tjæreborg IF | 1–10  | Esbjerg fB                                                                                      |
| ------------ | ----- | ----------------------------------------------------------------------------------------------- |
| Vind 71'     | (0–4) | Fribrock 13' 18' Mehl 23' Hansen 31' Vingaard 61' Rieks 67' 90' Thorvaldsson 68' 85' Thiago 78' |

| Tjæreborg IF's Anlæg, Tjæreborg Nézőszám: 1 246 Játékvezető: Henning Jensen |

| 2008. augusztus 23. 15:30 |

| Ringkøbing IF | 1–5   | Skive IK                            |
| ------------- | ----- | ----------------------------------- |
| Lauritzen 32' | (1–1) | Thomsen 38' 80' Shahpar 46' 62' 82' |

| Alkjær Stadion, Ringkøbing Játékvezető: Michael Tykgaard |

| 2008. augusztus 23. 16:00 |

| Aalborg Freja | 0–2   | FC Fyn                  |
| ------------- | ----- | ----------------------- |
|               | (0–1) | Fagerberg 21' Fønss 84' |

| Frejaparken, Aalborg Nézőszám: 175 Játékvezető: Rasmus Møller Bøjer |

| 2008. augusztus 23. 16:00 |

| Vinding SF | 1–5 | FC Fredericia |
| ---------- | --- | ------------- |
|            |     |               |

| Vinding Stadion, Vejle Nézőszám: 300 Játékvezető: Mads-Kristoffer Kristoffersen |

| 2008. augusztus 23. 16:00 |

| Skagen IK | 0–1   | Blokhus FC              |
| --------- | ----- | ----------------------- |
|           | (0–0) | Tranberg 72' (11-esből) |

| Skagen Stadion, Skagen Nézőszám: 295 Játékvezető: Henrik Larsen |

| 2008. augusztus 23. 16:00 |

| Viby IF | 0–8   | Aarhus GF                                                           |
| ------- | ----- | ------------------------------------------------------------------- |
|         | (0–4) | Graulund 2' 27' Rafael 16' Lucena 22' Vibe 54' 90' Williams 79' 85' |

| Viby Idrætspark, Aarhus Nézőszám: 1 437 Játékvezető: Henrik Nystrup Kragh |

| 2008. augusztus 23. 16:00 |

| Viby IF | 0–5 | Aarhus GF                          |
| ------- | --- | ---------------------------------- |
|         |     | Ahmed Nguyen Olsen Buval Holdgaard |

| Møldrup Stadion, Møldrup Játékvezető: Nicolai Vollquartz |

| 2008. augusztus 24. 14:00 |

| Assens FC | 0–4 | SønderjyskE                 |
| --------- | --- | --------------------------- |
|           |     | Ilsø Stolberg Kristoffersen |

| Assens Stadion, Assens Játékvezető: Kent Bøgelund |

| 2008. augusztus 24. 14:00 |

| Marstal/Rise | 2–7 | Viborg FF                           |
| ------------ | --- | ----------------------------------- |
| Gól · Gól    |     | Kryger Tüchsen Vestergaard Muomaife |

| Marstal Stadion, Marstal Játékvezető: Tom Krøyer |

| 2008. augusztus 24. 14:00 |

| Holstebro BK | 4–1 | Næsby BK |
| ------------ | --- | -------- |
|              |     |          |

| Holstebro Idrætspark, Holstebro Játékvezető: Michael Svendsen |

| 2008. augusztus 24. 15:00 |

| Tårs/Ugilt IF | 0–8   | Vejle BK                                                                  |
| ------------- | ----- | ------------------------------------------------------------------------- |
|               | (0–3) | Borre 30' 57' 68' Lai 37' Nørlund 38' 47' (öngól) Kielstrup 50' Lawal 89' |

| Tårs Stadion, Tårs Játékvezető: Lars Østergaard Poulsen |

### Keleti csoport
| 2008. augusztus 23. 11:00 |

| Jægersborg BK | 0–2   | Næstved BK     |
| ------------- | ----- | -------------- |
|               | (0–1) | Jensen 19' 64' |

| JB's anlæg, Gentofte Nézőszám: 100 Játékvezető: Jesper Dahl |

| 2008. augusztus 23. 13:00 |

| Rishøj BK | 2–3   | Brønshøj BK                      |
| --------- | ----- | -------------------------------- |
| 11' 14'   | (2–2) | König 3' Tronborg 45' Larsen 87' |

| Rishøj Stadion, Køge Játékvezető: Thomas Dahl |

| 2008. augusztus 23. 14:00 |

| Greve Fodbold              | 1–9   | FC Nordsjælland                                                                |
| -------------------------- | ----- | ------------------------------------------------------------------------------ |
| T. Pedersen 46' (11-esből) | (0–5) | Storm 9' 31' 83' 88' Dahl 11' N. Pedersen 18' Pode 43' Rasmussen 58' Fetai 65' |

| Greve Idræts Center, Greve Nézőszám: 188 Játékvezető: Michael Johansen |

| 2008. augusztus 23. 14:00 |

| FC Lejre | 0–3 | Hvidovre IF |
| -------- | --- | ----------- |
|          |     |             |

| Osted Stadion, Osted Játékvezető: Thomas Kurt Nielsen |

| 2008. augusztus 23. 15:00 |

| AB 70 | 0–4   | BK Avarta                                                     |
| ----- | ----- | ------------------------------------------------------------- |
|       | (0–1) | Fosgaard 6' Larsen 47' Rosnell 50' Christensen 74' (11-esből) |

| Vestamager Idrætspark, Koppenhága Nézőszám: 75 Játékvezető: Johnnie Espersen |

| 2008. augusztus 23. 15:00 |

| B 1908                               | 0–4   | FC Vestsjælland                                   |
| ------------------------------------ | ----- | ------------------------------------------------- |
| Haustein 11' Witt 73' Speiermann 74' | (0–1) | Mortensen 21' 58' Festersen 27' 64' Tengbjerg 90' |

| Sundby Idrætspark, Koppenhága Nézőszám: 84 Játékvezető: Claus Høegh-Jensen |

| 2008. augusztus 23. 15:00 |

| B.93    | 1–4 | Lyngby BK                  |
| ------- | --- | -------------------------- |
| Bakovic |     | Kristensen Beckmann Aabech |

| Valby Idrætspark, Koppenhága Nézőszám: 400 Játékvezető: Brian Lindorf Hansen |

| 2008. augusztus 23. 15:00 |

| Solrød FC                          | 2–5   | Herfølge BK                                   |
| ---------------------------------- | ----- | --------------------------------------------- |
| Jørgensen 26' Guldborg 78' (öngól) | (1–2) | Toft 31' 90' Benjaminsen 38' 85' Andersen 60' |

| Solrød Idrætscenter, Solrød Strand Nézőszám: 138 Játékvezető: Martin Olsgaard |

| 2008. augusztus 23. 15:00 |

| HIK                 | 2–3   | Vanløse IF                          |
| ------------------- | ----- | ----------------------------------- |
| Kirk 29' Jensen 46' | (1–0) | Andersen 68' Thorsvang 79' Krog 89' |

| Gentofte Stadion, Gentofte Játékvezető: Darko Haramija |

| 2008. augusztus 23. 15:30 |

| Allerød FK | 0–3   | FC Amager                   |
| ---------- | ----- | --------------------------- |
|            | (0–2) | Nielsen 4' Wichmann 20' 88' |

| Skovvang Stadion, Allerød Nézőszám: 27 Játékvezető: Thomas Lautrup Thorgaard |

| 2008. augusztus 24. 13:00 |

| Nordvest FC | 3–0 | Glostrup FK |
| ----------- | --- | ----------- |
|             |     |             |

| Holbæk Stadion, Holbæk Játékvezető: Philip Gojko Pilipovic |

| 2008. augusztus 24. 15:00 |

| B73 Slagelse | 0–10  | BK Frem                                                                                          |
| ------------ | ----- | ------------------------------------------------------------------------------------------------ |
|              | (0–6) | Palka 18' Jürgensen 19' 31' Olsen 27' Weibel 29' 63' Simonsen 40' Andersen 50' 73' Mikkelsen 71' |

| Stadion Vest, Slagelse Játékvezető: John Gantfeldt |

| 2008. augusztus 24. 15:00 |

| Akademisk BK                                 | 4–0   | FC Roskilde |
| -------------------------------------------- | ----- | ----------- |
| Andersen 5' Hübertz 15' Boysen 22' Rønne 86' | (3–0) |             |

| Gladsaxe Stadion, Koppenhága Nézőszám: 633 Játékvezető: Henrik Priegel |

| 2008. augusztus 24. 17:30 |

| BK Frem Sakskøbing | 1–7   | Brøndby IF                                                                 |
| ------------------ | ----- | -------------------------------------------------------------------------- |
| Lohse 44'          | (1–3) | Kristiansen 16' Madsen 31' 42' (11-esből) 62' Mortensen 50' 87' Howard 90' |

| Sakskøbing Stadion, Sakskøbing Nézőszám: 2 147 Játékvezető: Lars Skibild Jensen |

## Harmadik forduló
| 2008. szeptember 26. 16:30 |

| Brønshøj BK            | 2–3 (h.u.) | AaB                                          |
| ---------------------- | ---------- | -------------------------------------------- |
| Frost 36' Petersen 57' | (1–1)      | Augustinussen 18' Saganowski 85' Risgård 99' |

| Tingbjerg Idrætspark, Koppenhága Játékvezető: Emil Laursen |

| 2008. szeptember 26. 18:30 |

| Viborg FF    | 1–2   | AC Horsens              |
| ------------ | ----- | ----------------------- |
| Pedersen 28' | (1–1) | Eckersley 17' Friis 87' |

| Viborg Stadion, Viborg Nézőszám: 2 707 Játékvezető: Michael Svendsen |

| 2008. szeptember 27. 13:30 |

| FC Fredericia               | 2–2 6–5 tiz. | Herfølge BK        |
| --------------------------- | ------------ | ------------------ |
| Smedegaard 62' Fakkenor 90' | (0–1)        | Ake 11' Rynell 51' |

| Fredericia Ny Stadion, Fredericia Nézőszám: 316 Játékvezető: Michael Tykgaard |

| 2008. szeptember 27. 15:00 |

| Varde IF | 0–3   | Lyngby BK                            |
| -------- | ----- | ------------------------------------ |
|          | (0–3) | Christiansen 4' Timm 6' Wihlborg 23' |

| Sydbank Stadion, Varde Nézőszám: 251 Játékvezető: Heine Sørensen |

| 2008. szeptember 27. 17:00 |

| FC Vestsjælland | 0–4   | FC København                                   |
| --------------- | ----- | ---------------------------------------------- |
|                 | (0–0) | Kvist 56' Júnior 67' (11-esből) Aílton 84' 88' |

| Slagelse Stadion, Slagelse Nézőszám: 2 000 Játékvezető: Anders Hermansen |

| 2008. szeptember 28. 13:00 |

| BK Frem | 0–6   | FC Nordsjælland                                             |
| ------- | ----- | ----------------------------------------------------------- |
|         | (0–5) | Fetai 2' 23' Pedersen 8' Krølle 15' Dahl 32' Kildentoft 60' |

| Valby Idrætspark, Koppenhága Nézőszám: 879 Játékvezető: Lars Skibild Jensen |

| 2008. szeptember 28. 13:00 |

| Hvidovre IF                        | 3–1 (h.u.) | Vejle BK     |
| ---------------------------------- | ---------- | ------------ |
| Boateng 53' Bech 96' Sørensen 112' | (0–1)      | El Banna 43' |

| Hvidovre Stadion, Koppenhága Játékvezető: Dario Haramija |

| 2008. szeptember 28. 13:00 |

| BK Avarta    | 1–2   | Aargus GF               |
| ------------ | ----- | ----------------------- |
| Fosgaard 32' | (1–1) | Graulund 12' Rafael 63' |

| Espelundens Idrætspark, Koppenhága Játékvezető: Michael Johansen |

| 2008. szeptember 28. 13:00 |

| Nordvest FC | 1–0   | SønderjyskE |
| ----------- | ----- | ----------- |
| Keskin 60'  | (0–0) |             |

| Holbæk Stadion, Holbæk Játékvezető: Henrik Priegel |

| 2008. szeptember 28. 13:30 |

| Blokhus FC | 0–2   | Randers FC           |
| ---------- | ----- | -------------------- |
|            | (0–1) | Buval 28' Nguyen 88' |

| Jetsmark Stadion, Pandrup Játékvezető: Henrik Nystrup Kragh |

| 2008. szeptember 28. 15:00 |

| Hobro IK | 0–3   | Næstved BK                                       |
| -------- | ----- | ------------------------------------------------ |
|          | (0–3) | Madsen 3' (11-esből) 45' (11-esből) Johansen 25' |

| Hobro Stadion, Hobro Játékvezető: Mads-Kristoffer Kristoffersen |

| 2008. szeptember 28. 15:00 |

| FC Amager   | 1–3   | Odense BK                         |
| ----------- | ----- | --------------------------------- |
| Nielsen 67' | (0–1) | Utaka 37' Djiby Fall 66' Ruud 81' |

| Sundby Idrætspark, Koppenhága Nézőszám: 1 441 Játékvezető: Jesper Bæk Overgaard |

| 2008. szeptember 28. 15:00 |

| Skive IK         | 2–1   | Esbjerg fB |
| ---------------- | ----- | ---------- |
| Dalgaard 31' 66' | (1–0) | Lange 62'  |

| Skive Stadion, Skive Nézőszám: 850 Játékvezető: Michael Svendsen |

| 2008. szeptember 28. 15:00 |

| Holstebro BK              | 1–1 (4–2 tiz.) | Vanløse IF   |
| ------------------------- | -------------- | ------------ |
| Kristensen 40' (11-esből) | (1–1)          | Thorsvang 6' |

| Holstebro Idrætspark, Holstebro Játékvezető: Jakob Kehlet |

| 2008. szeptember 28. 17:30 |

| FC Fyn                    | 2–3   | Brøndby IF                        |
| ------------------------- | ----- | --------------------------------- |
| Fagerberg 87' Fønss 90+1' | (0–1) | Lorentzen 30' 59' Krohn-Dehli 89' |

| Brøndby Stadion, Brøndby Játékvezető: Peter Rasmussen |

| 2008. szeptember 29. 19:00 |

| Akademisk BK | 1–0   | FC Midtjylland |
| ------------ | ----- | -------------- |
| Darlie 20'   | (1–0) |                |

| Gladsaxe Stadion, Koppenhága Nézőszám: 1 571 Játékvezető: Emil Laursen |

## Nyolcaddöntő
| 2008. október 29. 18:15 |

| FC Fredericia | 0–1   | AaB Fodbold |
| ------------- | ----- | ----------- |
| Due 8'        | (0–1) |             |

| Fredericia Ny Stadion, Fredericia Nézőszám: 1 470 Játékvezető: Peter Rasmussen |

| 2008. október 29. 19:00 |

| Nordvest FC  | 1–1 (4–2 tiz.) | Akademisk BK |
| ------------ | -------------- | ------------ |
| Lundberg 90' | (0–0)          | Hübertz 90'  |

| Holbæk Stadion, Holbæk Nézőszám: 708 Játékvezető: Anders Hermansen |

| 2008. október 29. 19:00 |

| Lyngby BK                                           | 5–2   | Skive IK             |
| --------------------------------------------------- | ----- | -------------------- |
| Aabech 5' Lund 7' 45' Melchiorsen 28' Gundersen 76' | (4–0) | Lawal 48' Møller 83' |

| Lyngby Stadion, Kongens Lyngby Nézőszám: 506 Játékvezető: Henrik Priegel |

| 2008. október 29. 19:00 |

| Hvidovre IF                     | 3–3 (4–2 tiz.) | FC Nordsjælland                        |
| ------------------------------- | -------------- | -------------------------------------- |
| Cieslewicz 17' Clausen 72' 100' | (1–1)          | Fetai 15' Kildentoft 82' Pedersen 108' |

| Hvidovre Stadion, Hvidovre Nézőszám: 855 Játékvezető: Michael Johansen |

| 2008. október 29. 19:00 |

| AC Horsens                             | 3–2   | Randers FC             |
| -------------------------------------- | ----- | ---------------------- |
| Gilberto 25' Mayasi 74' Kortegaard 86' | (1–1) | Nguyen 29' Nygaard 57' |

| Casa Arena Horsens, Horsens Nézőszám: 1 248 Játékvezető: Nicolai Vollquartz |

| 2008. október 29. 20:15 |

| Odense BK      | 1–0   | Aarhus GF |
| -------------- | ----- | --------- |
| Absalonsen 88' | (0–0) |           |

| Fionia Park, Odense Nézőszám: 4 942 Játékvezető: Henning Jensen |

| 2008. október 30. 18:15 |

| Næstved BK | 0–3   | FC København              |
| ---------- | ----- | ------------------------- |
|            | (0–1) | Aílton 19' 77' Júnior 87' |

| Næstved Stadion, Næstved Nézőszám: 3 412 Játékvezető: Emil Laursen |

| 2008. október 30. 20:15 |

| Holstebro BK   | 1–2   | Brøndby IF     |
| -------------- | ----- | -------------- |
| Kristensen 37' | (1–0) | Jallow 66' 68' |

| Holstebro Idrætspark, Holstebro Nézőszám: 3 386 Játékvezető: Henrik Nystrup Kragh |

## Negyeddöntő
| 2008. november 12. 18:00 |

| Lyngby BK | 0–0 (2–4 tiz.) | FC København |
| --------- | -------------- | ------------ |
|           | (0–0)          |              |

| Lyngby Stadion, Kongens Lyngby Nézőszám: 2 421 Játékvezető: Anders Hermansen |

| 2008. november 12. 19:00 |

| Nordvest FC         | 2–1   | AC Horsens |
| ------------------- | ----- | ---------- |
| Keskin 34' Rama 89' | (1–0) | Macena 90' |

| Holbæk Stadion, Holbæk Játékvezető: Jesper Bæk Overgaard |

| 2008. november 12. 19:00 |

| FC Nordsjælland | 1–1   | AaB Fodbold                      |
| --------------- | ----- | -------------------------------- |
| Bernburg 24'    | (1–0) | Jakobsen 45' (11-esből) Cacá 84' |

| Farum Park, Farum Játékvezető: Lars Christoffersen |

| 2008. november 12. 20:00 |

| Odense BK | 0–1   | Brøndby IF   |
| --------- | ----- | ------------ |
|           | (0–0) | Farnerud 89' |

| Fionia Park, Odense Nézőszám: 6 537 Játékvezető: Michael Svendsen |

## Elődöntő

### Odavágó
| 2009. április 15. 18:00 |

| Brøndby IF                      | 3–3   | AaB Fodbold                           |
| ------------------------------- | ----- | ------------------------------------- |
| Randrup 10' 37' Kristiansen 66' | (2–1) | Risgård 22' Shelton 63' Johansson 77' |

| Brøndby Stadion, Brøndby Nézőszám: 8 094 Játékvezető: Nicolai Vollquartz |

| 2009. április 16. 18:30 |

| Nordvest FC | 0–4   | FC København                             |
| ----------- | ----- | ---------------------------------------- |
|             | (0–1) | Jensen 33' Nørregaard 53' N'Doye 83' 90' |

| Holbæk Stadion, Holbæk Nézőszám: 6 132 Játékvezető: Michael Svendsen |

### Visszavágó
| 2009. április 28. 18:00 |

| FC København              | 2–1   | Nordvest FC  |
| ------------------------- | ----- | ------------ |
| N'Doye 18' Nordstrand 56' | (1–1) | Håkansson 1' |

| Parken Stadion, Koppenhága Nézőszám: 6 916 Játékvezető: Anders Hermansen |

| 2009. április 29. 18:00 |

| AaB Fodbold | 1–1   | Brøndby IF |
| ----------- | ----- | ---------- |
| Cacá 60'    | (0–0) | Duncan 67' |

| Energi Nord Arena, Aalborg Nézőszám: 12 068 Játékvezető: Michael Svendsen |

## Döntő
| 2009. május 21. 15:00 |

| AaB Fodbold | 0–1   | FC København |
| ----------- | ----- | ------------ |
|             | (0–1) | Kvist 31'    |

| Parken Stadion, Koppenhága Nézőszám: 29 249 Játékvezető: Petter Rasmussen |